# ورد (رمزية)

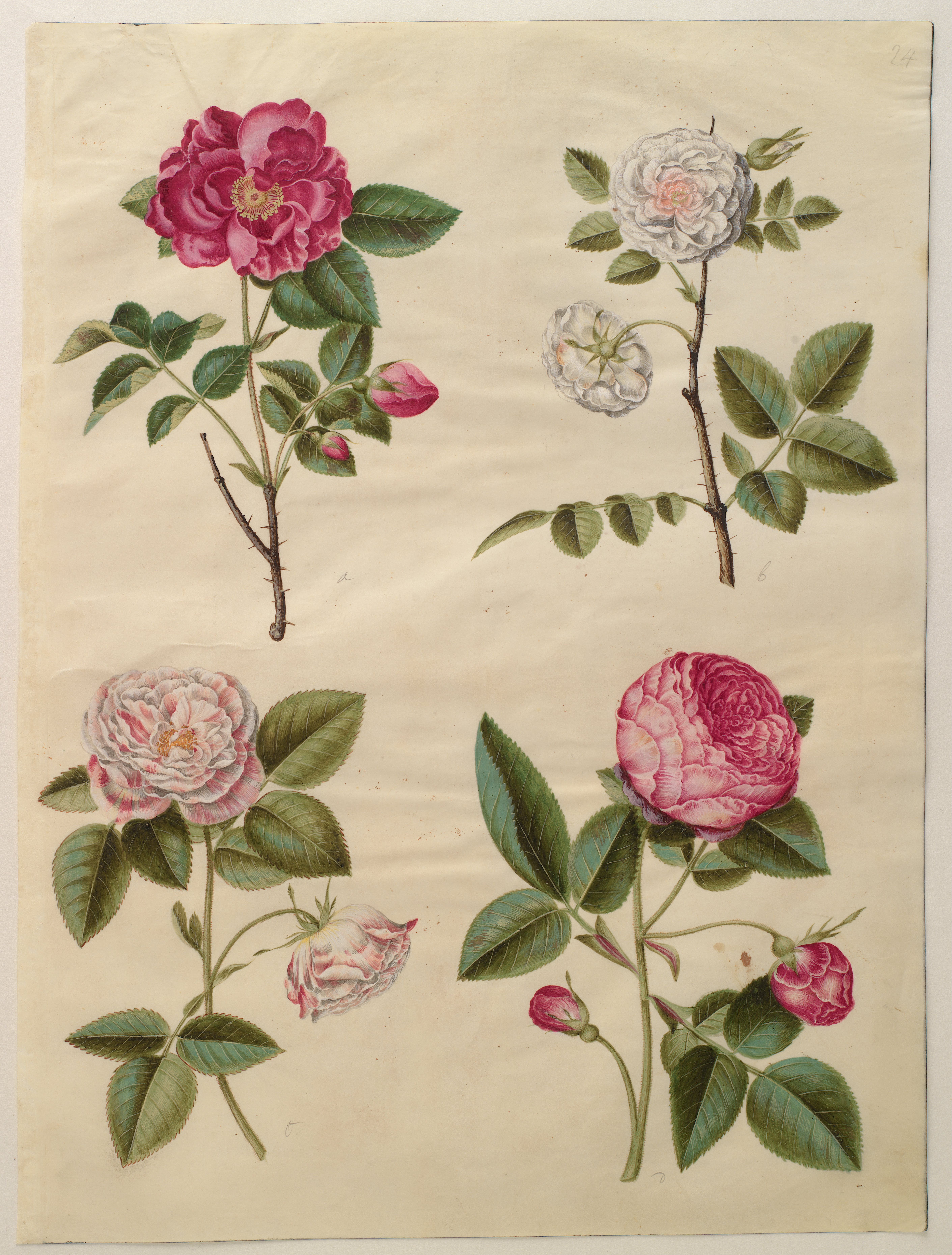
هانز سيمون هولتزبيكر: روزا غاليكا، الغواش، ج. 1650 (متحف ستاتينز للكونست، كوبنهاغن).كانت روزا غاليكا ذات اللون الأحمر النابض بالحياة "سلف كل ورود أوروبا في العصور الوسطى".

تعطي الثقافات والتقاليد الشعبية المختلفة معنى رمزيًا للورد، بالرغم من ندرة فهمها بعمق. تكمن أمثلة المعاني الأعمق في لغة الزهور، وكيف يمكن أن يكون للوردة معنى مختلف حسب الترتيبات. من الأمثلة على المعاني الشائعة للورود الملونة المختلفة: الحب الحقيقي (الأحمر)، والغموض (الأزرق)، والبراءة أو النقاء (الأبيض)، والموت (الأسود)، والصداقة (الأصفر)، والعاطفة (البرتقالي).
وصلة=|تصغير

## في الدين

### الديانة اليونانية الرومانية
في اليونان القديمة، ارتبطت الوردة ارتباطًا وثيقًا بالإلهة أفروديت. في الإلياذة، تحمي أفروديت جسد هيكتور باستخدام «زيت الورد الخالد» وقد أشاد الشاعر الغنائي اليوناني القديم إيبيكوس بشاب جميل قائلاً إن أفروديت رعته «بين أزهار الورد». ربط كاتب السفر اليوناني في القرن الثاني الميلادي بوسانياس الوردة بقصة أدونيس. يحتوي الكتاب الحادي عشر من الرواية الرومانية القديمة الحمار الذهبي التي كتبها أبوليوس على مشهد ترشد فيه الإلهة إيزيس، التي تم تعريفها كزهرة، الشخصية الرئيسية شخصية لوسيوس، الذي تحول إلى حمار، ليأكل بتلات الورد من تاج الورود الذي كان يرتديه كاهن كجزء من موكب ديني من أجل استعادة إنسانيته.

### النصرانية
بعد تنصير الإمبراطورية الرومانية، أصبحت الوردة تشير إلى العذراء مريم. أدى رمز الوردة في النهاية إلى إنشاء الوردية المقدسة وغيرها من الصلوات التعبدية في المسيحية. منذ القرن الرابع عشر الميلادي، كان الفرنسيسكان لديهم مسبحة تاج تتكون من سبعة عقود لإحياء ذكرى أفراح العذراء السبع. في القرنين الرابع عشر والسادس عشر الميلاديين، روج كارثوسيون لفكرة الألغاز المقدسة المرتبطة برمز الورد وحدائق الورود. تصور لوحة ألبريشت دورر، عيد الوردية (1506)، السيدة العذراء وهي توزع أكاليل من الورود على عبادها.

### الإسلام والتصوف
لزراعة الحدائق الهندسية التي احتلت فيها الوردة مكان الصدارة، تاريخ طويل في إيران والأراضي المجاورة. في الغزل الغنائي، جمال الوردة هو الذي يثير أغنية شوق العندليب - صورة بارزة، على سبيل المثال، في قصائد حافظ.
بدورها، أصبحت صور العاشق والمحبوب نوعًا من البحث الصوفي عن الحب الإلهي، بحيث يقوم ابن عربي، على سبيل المثال، بمحاذاة الوردة مع خد الحبيب الخجول من ناحية، ومن ناحية أخرى، بالأسماء والصفات الإلهية.
تشمل الأمثلة الأخرى المعروفة لرمزية الورد في الصوفية ما يلي:
يُعرف المعلم الصوفي الجيلاني باسم «وردة بغداد» وتستخدم طائفته القادرية الوردة كرمز لها.
   هناك كتابان بارزان يتماشيان مع الصوفية هما كلستان للسعدي ومحمود شبيستاري The Rose Garden of Secrets.

## في أوروبا

### إسبانيا
يحتفل الكتالونيون في شمال شرق إسبانيا تقليديًا بعيد القديس جورج (23 أبريل) - الذي يحيي ذكرى القديس جورج (سانت جوردي)، شفيع منطقة كاتالونيا؛ مثل عيد الحب («يوم العشاق»)، حيث يتبادل العشاق الورود الحمراء.

### إنكلترا

وردة تيودور

الوردة هي الزهرة الوطنية لإنجلترا، وهو استخدام يعود تاريخه إلى الحروب الأهلية الإنجليزية في القرن الخامس عشر (التي سميت فيما بعد بحروب الورود)، حيث تمثل الوردة الحمراء منزل لانكستر، بينما تمثل الوردة البيضاء منزل آل يورك. خلقت سلالة تيودور وردة تيودور، التي وحدت الورود البيضاء والحمراء، وهي رمزية قام شكسبير بتجسيدها في مسرحيته ريتشارد الثالث. تروي القصيدة التقليدية «وردة إنجلترا» (الطفل 166) الاستيلاء على التاج من قبل إيرل ريتشموند (الذي أصبح هنري السابع ملك إنجلترا، مؤسس سلالة تيودور)، باستخدام «الوردة الحمراء» كرمز لهنري.
اعتمد فريق اتحاد الرجبي الوطني في إنجلترا واتحاد كرة القدم للرجبي الوردة الحمراء كرمز لهما في عام 1871، وظهرت الوردة على أطقم اللاعبين منذ ذلك الحين.
الوردة الحمراء هي رمز حزب العمال البريطاني.